# Anubias
Anubias é um género botânico da família das aráceas.
São plantas anfibias (suportando ou não a submersão prolongada) de crescimento lento.Quanto a necessidade de iluminção e pouquíssima exigente, embora a adição de CO2 e incrementação da iluminação aumentem marginalmente o ritmo de crescimento destas plantas. É plantada como o rizoma para fora do substrato.
O gênero é composto por plantas angiospérmicas dicuteledóneas, aquáticas e semiaquáticas, nativas de África nomeadamente da região SubSareana.

## Espécies

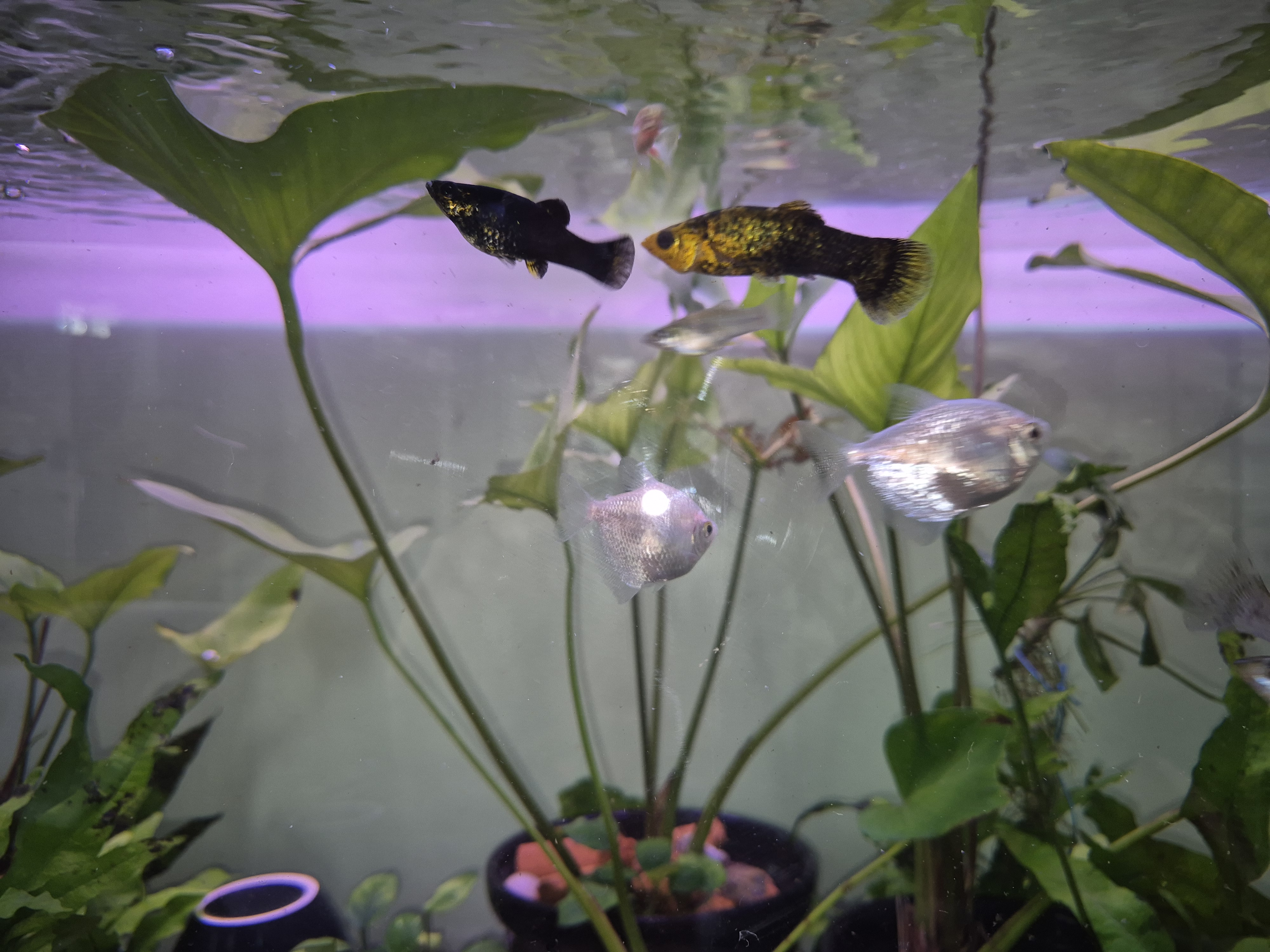
Exemplar de Anúbia Gracilis plantada em aquário de água doce, coleção particular.

- Anubias afzelii;
- Anubias barteri;
- Anubias gigantea;
- Anubias gilletii;
- Anubias gracilis;Exemplar de Anúbia Gracilis plantada em aquário de água doce, coleção particular.
- Anubias hastifolia;
- Anubias heterophylla;
- Anubias pynaertii.